# رونالد نوكس
رونالد نوكس (بالإنجليزية: Ronald Knox) (و. 1888 – 1957 م) هو مترجم، وكاتب، وكاهن كاثوليكي، ومترجم الكتاب المقدس ‏، وكاتب خيال علمي، وكاهن أنجليكاني بريطاني، ولد في ليستر، توفي في مقاطعة سومرست، عن عمر يناهز 69 عاماً، بسبب سرطان.

## مناصب
تولى منصب Protonotary apostolic ‏
.

## التعليم
تعلم في كلية باليول بجامعة أوكسفورد، وتعلم في كلية إيتون
.

## روابط خارجية
- رونالد نوكس على موقع الموسوعة البريطانية (الإنجليزية)